# Rudolf I Askańczyk
Rudolf I (ur. ok. 1284, zm. 12 marca 1356) – od 1298 książę Saksonii, arcymarszałek i elektor Rzeszy z dynastii askańskiej.

## Panowanie
Był najstarszym synem księcia saskiego Albrechta II oraz Agnieszki, córki króla Niemiec Rudolfa I Habsburga. Po śmierci ojca w 1298 objął księstwo Saksonii-Wittenbergi, początkowo jednak wobec jego niepełnoletności rządy sprawowała matka. Osobiste rządy objął dopiero po 1302. Zapewnił sobie godność elektora Rzeszy kończąc spór z księciem Saksonii-Lauenburga Erykiem I z innej linii dynastii askańskiej (ostatecznie w 1356). Uczestnicząc w kolejnych elekcjach królewskich od początku XIV w. Rudolf stał po stronie Habsburgów, co wplątało go w długotrwały konflikt pomiędzy nimi a Ludwikiem IV Bawarskim. Od 1320 próbował objąć Marchię Brandenburską w związku z wygaśnięciem tamtejszej linii dynastii askańskiej, musiał jednak mimo początkowych sukcesów uznać wyższość Ludwika Bawarskiego w 1324. Od 1346 popierał Karola Luksemburskiego licząc ponownie na uzyskanie Brandenburgii, jednak bez powodzenia. Nie odniósł też sukcesu w próbach pozyskania palatynatu saskiego oraz księstwa Brunszwik-Lüneburg.
W okresie swego panowania przeniósł centrum władzy do Wittenbergi, gdzie zbudował zamek i umieścił wiele instytucji państwowych. Został pochowany w kościele franciszkanów w Wittenberdze (w XVI w. przeniesiono jego szczątki do kościoła zamkowego).

## Rodzina
Około 1298–1300 poślubił Juttę, córkę margrabiego brandenburskiego Ottona V Długiego, zmarłą w 1328. W tym samym roku ożenił się z Kunegundą, córką króla polskiego Władysława I Łokietka i wdową po księciu świdnickim Bernardzie, zmarłą w 1333. Wówczas ożenił się po raz trzeci, z Agnieszką, córką Ulryka, hrabiego Lindow-Ruppin (dwukrotnie wcześniej owdowiałą). Z wszystkimi trzema żonami miał liczne dzieci, m.in.:
- Rudolf, zm. 1370, następca ojca na tronie saskim,
- Otto, zm. 1350,
- Wacław, zm. 1388, książę–elektor saski po śmierci brata Rudolfa.